# Automobiles Regina

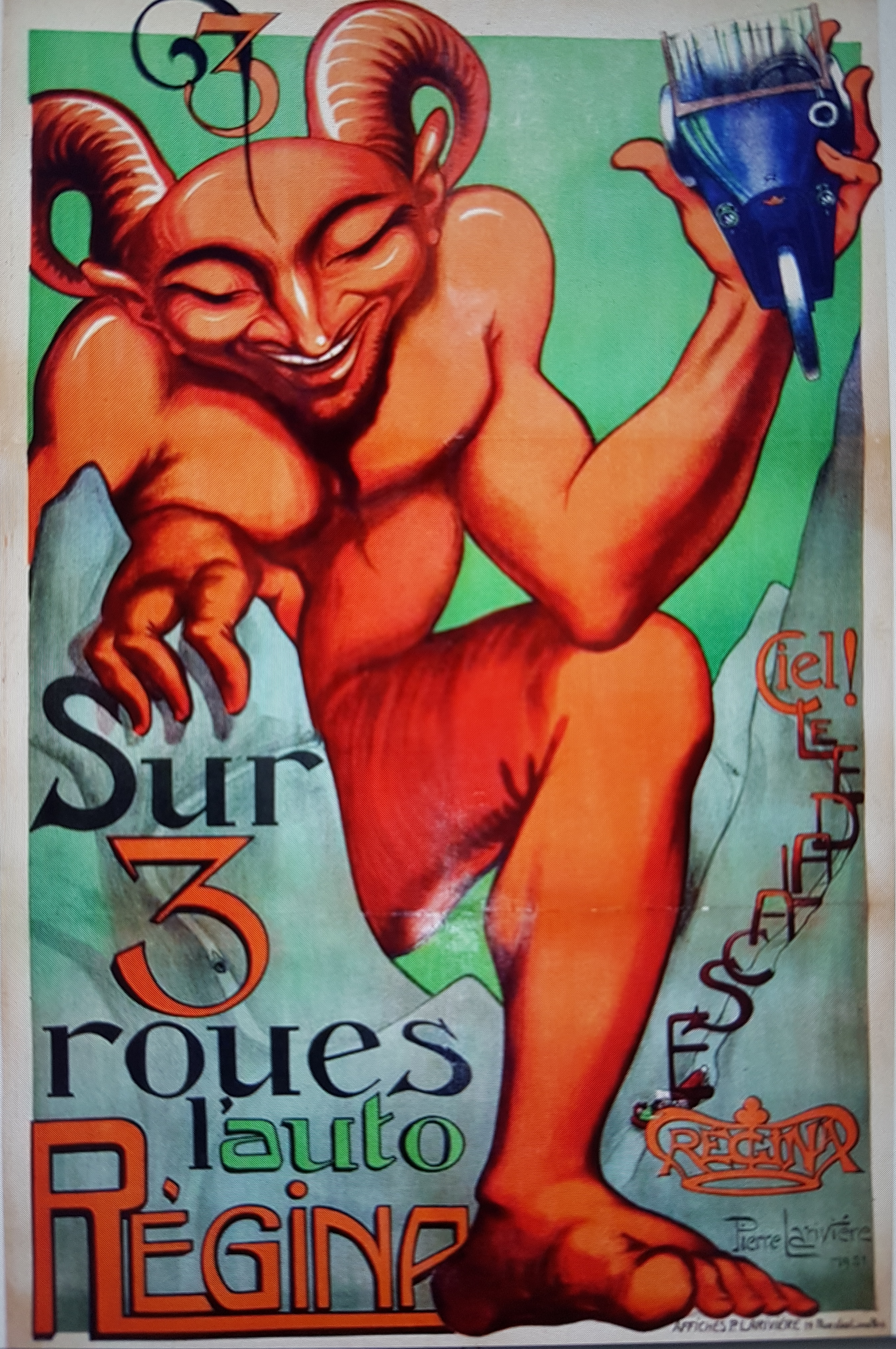
Anzeige des Unternehmens

Automobiles Regina war ein französischer Hersteller von Automobilen.

## Unternehmensgeschichte
Das Unternehmen aus Paris begann 1922 mit der Produktion von Automobilen. Der Markenname lautete Regina. 1925 endete die Produktion. Es bestand keine Verbindung zur Automarke Regina.

## Fahrzeuge
Das einzige Modell war ein Dreirad, bei dem sich das einzelne Rad vorne befand. Für den Antrieb sorgte ein Vierzylindermotor von Ruby mit 902 cm³ Hubraum, der im Heck montiert war. Es gab offene Karosserien mit Platz für zwei Personen und Limousinen mit Platz für vier Personen.